# 莱昂内尔·罗宾斯
莱昂内尔·罗宾斯（英語：Lionel Charles Robbins, Baron Robbins，1898年11月22日—1984年5月15日）英国经济学家，伦敦政治经济学院经济系知名成员，领导伦敦政治经济学院，罗宾斯对确定经济学的意义方面产生重要影响，他认为：在1932年提出了被认为是“到现在以来最被广泛使用的经济学定义”，即：经济学是一门研究人类在有限的资源情况下作出选择的科学。罗宾斯促使盎格鲁-撒克逊模式从马歇尔方向转变。知名作品有《论经济科学的性质和意义》。1964年发表《罗宾斯报告》。英国政治经济图书馆所在建筑以他的名字命名。